# 영국 아카데미 여우조연상
영국 아카데미 여우조연상(BAFTA Award for Best Supporting Actress)은 영국 영화 텔레비전 예술 아카데미가 영화에서 뛰어난 조연 배역 연기를 펼친 여배우의 공로를 인정하여 매년 영국 아카데미 영화상에서 주어지는 상이다.

## 수상자 및 후보자

### 1960년대
| 연도              | 배우                                  | 영화                    | 배역 |
| ----------------- | ------------------------------------- | ----------------------- | ---- |
| 1968 22회         |                                       |                         |      |
| 빌리 화이틀로     | 《찰리 버블스》 / 《트위스티드 너브》 | 로티 버블스 / 조앤 하퍼 |      |
| 팻 헤이우드       | 《로미오와 줄리엣》                   | The Nurse               |      |
| 버지니아 마스켈   | 《별리》                              | 앤토니아                |      |
| 시몬 시뇨레       | 《Games》                             | 리사 신들러             |      |
| 1969 23회         |                                       |                         |      |
| 셀리아 존슨       | 《미스 진 브로디의 전성기》           | 미스 매케이             |      |
| 페기 애시크로프트 | 《Three into Two Won't Go》           | 벨                      |      |
| 패멀라 프랭클린   | 《미스 진 브로디의 전성기》           | 샌디                    |      |
| 메리 윔부시       | 《오! 멋진 전쟁》                     | 메리 스미스             |      |

### 1970년대
| 연도              | 배우                               | 영화                         | 배역 |
| ----------------- | ---------------------------------- | ---------------------------- | ---- |
| 1970 24회         |                                    |                              |      |
| 수재나 요크       | 《그들은 말을 쏘았다》             | 앨리스 르블랑 ‡              |      |
| 에빈 크롤리       | 《라이언의 딸》                    | 모린                         |      |
| 에스텔 파슨스     | 《Watermelon Man》                 | Althea Gerber                |      |
| 모린 스테이플턴   | 《에어포트》                       | 이네스 게레로 ‡              |      |
| 1971 25회         |                                    |                              |      |
| 마거릿 레이턴     | 《사랑의 메신저》                  | 모즐리 부인 ‡                |      |
| 제인 애셔         | 《딥 엔드》                        | 수전                         |      |
| 조지아 브라운     | 《달빛 스캔들》                    | 세라 찰스                    |      |
| 조지아 엥글       | 《탈의》                           | 마고                         |      |
| 1972 26회         |                                    |                              |      |
| 클로리스 리치먼   | 《마지막 영화관》                  | 루스 포퍼 †                  |      |
| 머리사 베런슨     | 《카바레》                         | 나탈리아 란다워              |      |
| 아일린 브레넌     | 《마지막 영화관》                  | 제너비브 모건                |      |
| 셸리 윈터스       | 《포세이돈 어드벤처》              | 벨 로즌 ‡                    |      |
| 1973 27회         |                                    |                              |      |
| 발렌티나 코르테세 | 《아메리카의 밤》                  | 세버린 ‡                     |      |
| 로즈메리 리치     | 《That'll Be the Day》             | 메리 매클레인                |      |
| 델핀 세리그       | 《자칼의 날》                      | 콜레트 드 몽펠리에           |      |
| 잉리드 툴린       | 《외침과 속삭임》                  | 카린                         |      |
| 1974 28회         |                                    |                              |      |
| 잉그리드 버그먼   | 《오리엔트 특급 살인》             | 그레타 올손 †                |      |
| 실비아 시드니     | 《여름날의 소망》                  | 프리쳇 부인 ‡                |      |
| 실비아 심스       | 《열애》                           | 마거릿 스티븐슨              |      |
| 신디 윌리엄스     | 《청춘 낙서》                      | 로리 헨더슨                  |      |
| 1975 29회         |                                    |                              |      |
| 다이앤 래드       | 《엘리스는 이제 여기 살지 않는다》 | 플로 캐슬베리 ‡              |      |
| 로니 블레이클리   | 《내쉬빌》                         | 바버라 진 ‡                  |      |
| 렐리아 골도니     | 《엘리스는 이제 여기 살지 않는다》 | 비                           |      |
| 그웬 웰스         | 《내쉬빌》                         | 술린 게이                    |      |
| 1976 30회         |                                    |                              |      |
| 조디 포스터       | 《택시 드라이버》 / 《벅시 말론》  | 아이리스 스틴즈마 ‡ / 털룰라 |      |
| 애넷 크로즈비     | 《The Slipper and 로즈》           | 요정 대모                    |      |
| 비비언 머천트     | 《귀향》                           | 루스                         |      |
| 빌리 화이틀로     | 《오멘》                           | 베일록 부인                  |      |
| 1977 31회         |                                    |                              |      |
| 제니 애거터       | 《에쿠우스》                       | 줄리 메이슨                  |      |
| 제럴딘 채플린     | 《웰컴 투 LA》                     | 캐런 후드                    |      |
| 조앤 플로라이트   | 《에쿠우스》                       | 도라 스트랭                  |      |
| 셸리 윈터스       | 《Next Stop, Greenwich Village》   | 페이 래플린스키              |      |
| 1978 32회         |                                    |                              |      |
| 제럴딘 페이지     | 《인테리어》                       | 이브 ‡                       |      |
| 앤절라 랜즈베리   | 《나일 강의 죽음》                 | 설롬 오터본                  |      |
| 매기 스미스       | 《나일 강의 죽음》                 | 바워스 양                    |      |
| 모나 워시본       | 《스티비》                         | 고모                         |      |
| 1979 33회         |                                    |                              |      |
| 레이철 로버츠     | 《전장의 우정》                    | 클래리 모어턴                |      |
| 리사 아이크혼     | 《유럽인들》                       | 거트루드 웬트워스            |      |
| 매리얼 헤밍웨이   | 《맨해튼》                         | 트레이시 ‡                   |      |
| 메릴 스트립       | 《맨해튼》                         | 질 데이비스                  |      |

### 1980년대
| 연도                  | 배우                                | 영화                | 배역 |
| --------------------- | ----------------------------------- | ------------------- | ---- |
| 1980 34회             |                                     |                     |      |
| 수상자 없음           | -                                   | -                   |      |
| 1981 35회             |                                     |                     |      |
| 수상자 없음           | -                                   | -                   |      |
| 1982 36회             |                                     |                     |      |
| 모린 스테이플턴 (TIE) | 《레즈》                            | 옘마 골드만 †       |      |
| 로히니 하탕가디 (TIE) | 《간디》                            | 카스토르바이        |      |
| 캔디스 버건           | 《간디》                            | 마거릿 버크화이트   |      |
| 제인 폰다             | 《황금 연못》                       | 첼시 세이어 ‡       |      |
| 1983 37회             |                                     |                     |      |
| 제이미 리 커티스      | 《에디 머피의 대역전》              | 오필리아            |      |
| 테리 가               | 《투씨》                            | 샌디 레스터 ‡       |      |
| 로즈메리 해리스       | 《The Ploughman's Lunch》           | 앤 배링턴           |      |
| 모린 리프먼           | 《리타 길들이기》                   | 트리시              |      |
| 1984 38회             |                                     |                     |      |
| 리즈 스미스           | 《프라이빗 펑션》                   | 칠버스 부인         |      |
| 아일린 앳킨스         | 《멋진 드레서》                     | 매지                |      |
| 셰어                  | 《실크우드》                        | 돌리 펠리커 ‡       |      |
| 투즈데이 웰드         | 《원스 어폰 어 타임 인 아메리카》   | 캐럴                |      |
| 1985 39회             |                                     |                     |      |
| 로재나 아켓           | 《수잔을 찾아서》                   | 로버타 글래스       |      |
| 주디 덴치             | 《Wetherby》                        | 마샤 필버러         |      |
| 앤젤리카 휴스턴       | 《프리찌스 오너》                   | Maerose Prizzi †    |      |
| 트레이시 울먼         | 《Plenty》                          | 앨리스 파크         |      |
| 1986 40회             |                                     |                     |      |
| 주디 덴치             | 《전망 좋은 방》                    | 엘리너 러비시       |      |
| 로재나 아켓           | 《특근》                            | 마시 프랭클린       |      |
| 바버라 허시           | 《한나와 그 자매들》                | 리                  |      |
| 로즈메리 리치         | 《전망 좋은 방》                    | 허니처치 부인       |      |
| 1987 41회             |                                     |                     |      |
| 수전 울드리지         | 《희망과 영광》                     | 몰리                |      |
| 주디 덴치             | 《제84번가의 연인》                 | 노라 도엘           |      |
| 버네사 레드그레이브   | 《귀를 기울여》                     | 페기 램지           |      |
| 다이앤 위스트         | 《라디오 데이즈》                   | 비                  |      |
| 1988 42회             |                                     |                     |      |
| 주디 덴치             | 《A Handful of Dust》               | Mrs. Beaver         |      |
| 마리아 에이킨         | 《완다라는 이름의 물고기》          | 웬디 리치           |      |
| 앤 아처               | 《위험한 정사》                     | 베스 갤러거 ‡       |      |
| 올림피아 듀카키스     | 《문스트럭》                        | 로즈 카스토리니 †   |      |
| 1989 43회             |                                     |                     |      |
| 미셸 파이퍼           | 《위험한 관계》                     | Madame de Tourvel ‡ |      |
| 페기 애시크로프트     | 《Madame Sousatzka》                | 레이디 에밀리       |      |
| 로라 샌 자코모        | 《섹스 거짓말 그리고 비디오테이프》 | 신시아 비숍         |      |
| 시거니 위버           | 《워킹 걸》                         | 캐서린 파커 ‡       |      |

### 1990년대
| 연도                  | 배우                                | 영화                  | 배역 |
| --------------------- | ----------------------------------- | --------------------- | ---- |
| 1990 44회             |                                     |                       |      |
| 우피 골드버그         | 《사랑과 영혼》                     | 오다 메이 브라운 †    |      |
| 안젤리카 휴스턴       | 《범죄와 비행》                     | 돌로레스 페일리       |      |
| 셜리 매클레인         | 《철목련》                          | 위저 번드릭스         |      |
| 빌리 화이트로우       | 《크레이스 형제》                   | 바이얼릿 크레이       |      |
| 1991 45회             |                                     |                       |      |
| 케이트 넬리건         | 《프랭키와 쟈니》                   | 코라                  |      |
| 아넷 베닝             | 《그리프터스》                      | 마이라 랭트리 ‡       |      |
| 아만다 플러머         | 《피셔 킹》                         | 리디아                |      |
| 줄리 월터스           | 《정열의 스텝》                     | 베라                  |      |
| 1992 46회             |                                     |                       |      |
| 미란다 리처드슨       | 《데미지》                          | 잉리드 플레밍 ‡       |      |
| 캐시 베이츠           | 《프라이드 그린 토마토》            | 에블린 코우치         |      |
| 헬레나 보넘 카터      | 《하워즈 엔드》                     | 헬렌 슐레겔           |      |
| 미란다 리처드슨       | 《크라잉 게임》                     | 주드                  |      |
| 1993 47회             |                                     |                       |      |
| 미리엄 마걸리스       | 《순수의 시대》                     | 밍고트 부인           |      |
| 홀리 헌터             | 《야망의 함정》                     | 태미 헴필 ‡           |      |
| 위노나 라이더         | 《순수의 시대》                     | 메이 웰랜드 ‡         |      |
| 매기 스미스           | 《비밀의 화원》                     | 메들록 부인           |      |
| 1994 48회             |                                     |                       |      |
| 크리스틴 스콧 토머스  | 《네 번의 결혼식과 한 번의 장례식》 | 피오나                |      |
| 샬럿 콜먼             | 《네 번의 결혼식과 한 번의 장례식》 | 스칼렛                |      |
| 샐리 필드             | 《포레스트 검프》                   | 검프 여사             |      |
| 안젤리카 휴스턴       | 《맨하탄 살인사건》                 | 마샤 콕스             |      |
| 1995 49회             |                                     |                       |      |
| 케이트 윈슬렛         | 《센스 앤 센서빌리티》              | 매리앤 대시우드 ‡     |      |
| 조앤 앨런             | 《닉슨》                            | 팻 닉슨 ‡             |      |
| 미라 소르비노         | 《마이티 아프로디테》               | 린다 애시 †           |      |
| 엘리자베스 스프리그스 | 《센스 앤 센서빌리티》              | 제닝스 부인           |      |
| 1996 50회             |                                     |                       |      |
| 쥘리에트 비노슈       | 《잉글리쉬 페이션트》               | 한나 †                |      |
| 로렌 바콜             | 《로즈 앤 그레고리》                | 해나 모건 ‡           |      |
| 마리애나 장바티스트   | 《비밀과 거짓말》                   | 호턴스 컴버배치 ‡     |      |
| 린 레드그레이브       | 《샤인》                            | 질리언                |      |
| 1997 51회             |                                     |                       |      |
| 시고니 위버           | 《아이스 스톰》                     | 제이니 카버           |      |
| 제니퍼 일리           | 《와일드》                          | 콘스턴스 로이드       |      |
| 레슬리 샤프           | 《풀 몬티》                         | 지넷                  |      |
| 조이 워너메이커       | 《와일드》                          | 에이다 레버슨         |      |
| 1998 52회             |                                     |                       |      |
| 주디 덴치             | 《셰익스피어 인 러브》              | 엘리자베스 1세 여왕 † |      |
| 캐시 베이츠           | 《프라이머리 컬러스》               | 리비 홀든 ‡           |      |
| 브렌다 블레신         | 《작은 목소리》                     | 메리 호프 ‡           |      |
| 린 레드그레이브       | 《갓 앤 몬스터》                    | 한나 ‡                |      |
| 1999 53회             |                                     |                       |      |
| 매기 스미스           | 무솔리니와 차 한 잔                 | 헤스터 랜덤           |      |
| 토라 버치             | 《아메리칸 뷰티》                   | 제인 버넘             |      |
| 케이트 블란쳇         | 《리플리》                          | 메러디스 로그         |      |
| 캐머런 디아스         | 《존 말코비치 되기》                | 로테 슈워츠           |      |
| 미나 수바리           | 《아메리칸 뷰티》                   | 앤절라 헤이스         |      |

### 2000년대
| 연도                 | 배우                            | 영화                        | 배역 |
| -------------------- | ------------------------------- | --------------------------- | ---- |
| 2000 54회            |                                 |                             |      |
| 줄리 월터스          | 《빌리 엘리엇》                 | 조지아 윌킨슨 ‡             |      |
| 주디 덴치            | 《초콜렛》                      | 아르망드 부아쟁 ‡           |      |
| 프랜시스 맥도먼드    | 《올모스트 페이머스》           | 일레인 밀러 ‡               |      |
| 레나 올린            | 《초콜렛》                      | 조지핀 머스캣               |      |
| 장쯔이               | 《와호장룡》                    | 옥교룡                      |      |
| 2001 55회            |                                 |                             |      |
| 제니퍼 코널리        | 《뷰티풀 마인드》               | 얼리샤 내시 †               |      |
| 주디 덴치            | 《쉬핑 뉴스》                   | 애그니스 햄                 |      |
| 헬렌 미렌            | 《고스포드 파크》               | 제인 윌슨 ‡                 |      |
| 매기 스미스          | 《고스포드 파크》               | 콘스턴스 트렌텀 ‡           |      |
| 케이트 윈슬렛        | 아이리스》                      | 젊은 아이리스 머독 ‡        |      |
| 2002 56회            |                                 |                             |      |
| 캐서린 지타존스      | 《시카고》                      | 벨마 켈리 †                 |      |
| 토니 콜레트          | 《어바웃 어 보이》              | 피오나 브루어               |      |
| 줄리앤 무어          | 《디 아워스》                   | 로라 브라운 ‡               |      |
| 퀸 라티파            | 《시카고》                      | Matron Mama Morton ‡        |      |
| 메릴 스트립          | 《어댑테이션》                  | Susan Orlean ‡              |      |
| 2003 57회            |                                 |                             |      |
| 르네 젤위거          | 《콜드 마운틴》                 | 루비 슈스 †                 |      |
| 홀리 헌터            | 《제13살의 반란》               | 멜러니 프릴랜드 ‡           |      |
| 로라 린니            | 《미스틱 리버》                 | 애너베스 마컴               |      |
| 주디 파핏            | 《진주 귀걸이를 한 소녀》       | Maria Thins                 |      |
| 엠마 톰슨            | 《러브 액츄얼리》               | 캐런                        |      |
| 2004 58회            |                                 |                             |      |
| 케이트 블란쳇        | 《에비에이터》                  | 캐서린 헵번 †               |      |
| 줄리 크리스티        | 《네버랜드를 찾아서》           | 실비아 루엘린 데이비스      |      |
| 헤더 크레이니        | 《베라 드레이크》               | 조이스 드레이크             |      |
| 내털리 포트먼        | 《클로저》                      | 앨리스 에어스 / 제인 존스 ‡ |      |
| 메릴 스트립          | 《맨츄리안 켄디데이트》         | 엘리너 쇼                   |      |
| 2005 59회            |                                 |                             |      |
| 탠디 뉴턴            | 《크래쉬》                      | 크리스틴 세이어             |      |
| 브렌다 블레신        | 《오만과 편견》                 | 베넷 부인                   |      |
| 캐서린 키너          | 《카포티》                      | 하퍼 리 ‡                   |      |
| 프랜시스 맥도먼드    | 《노스 컨츄리》                 | 글로리 도지 ‡               |      |
| 미셸 윌리엄스        | 《브로크백 마운틴》             | 앨마 비어스 델마 ‡          |      |
| 2006 60회            |                                 |                             |      |
| 제니퍼 허드슨        | 《드림걸스》                    | 에피 화이트 †               |      |
| 에밀리 블런트        | 《악마는 프라다를 입는다》      | 에밀리 찰턴                 |      |
| 애비게일 브레슬린    | 《리틀 미스 선샤인》            | 올리브 후버 ‡               |      |
| 토니 콜레트          | 《리틀 미스 선샤인》            | 셰릴 후버                   |      |
| 프랜시스 데 라 투어  | 히스토리 보이즈》               | 도러시 린텃                 |      |
| 2007 61회            |                                 |                             |      |
| 틸다 스윈턴          | 《마이클 클레이튼》             | 캐런 크라우더 †             |      |
| 케이트 블란쳇        | 《아임 낫 데어》                | 주드 퀸 ‡                   |      |
| 켈리 맥도널드        | 《노인을 위한 나라는 없다》     | 칼라 진 모스                |      |
| 서맨사 모턴          | 《컨트롤》                      | 이언 커티스                 |      |
| 시얼샤 로넌          | 《어톤먼트》                    | 브라이어니 탤리스 ‡         |      |
| 2008 62회            |                                 |                             |      |
| 페넬로페 크루스      | 《내 남자의 아내도 좋아》       | 마리아 엘레나 †             |      |
| 에이미 애덤스        | 《다우트》                      | 제임스 수녀 ‡               |      |
| 프리다 핀토          | 《슬럼독 밀리어네어》           | 라티카                      |      |
| 틸다 스윈턴          | 《번 애프터 리딩》              | 케이티 콕스                 |      |
| 머리사 토메이        | 《더 레슬러》                   | 캐시디 / 팸 ‡               |      |
| 2009 63회            |                                 |                             |      |
| 모니크               | 《프레셔스》                    | 메리 리 존스턴 †            |      |
| 앤마리 더프          | 《존 레논 비긴즈: 노웨어 보이》 | 줄리아 레넌                 |      |
| 베라 파미가          | 《인 디 에어》                  | 알렉스 고런 ‡               |      |
| 애나 켄드릭          | 《인 디 에어》                  | 내털리 키너 ‡               |      |
| 크리스틴 스콧 토머스 | 《존 레논 비긴즈: 노웨어 보이》 | 미미 스미스                 |      |

### 2010년대
| 연도                 | 이름                              | 영화                      | 배역 |
| -------------------- | --------------------------------- | ------------------------- | ---- |
| 2010 64회            |                                   |                           |      |
| 헬레나 보넘 카터     | 《킹스 스피치》                   | 엘리자베스 보우스라이언 ‡ |      |
| 에이미 애덤스        | 《파이터》                        | 샬린 플레밍 ‡             |      |
| 바버라 허시          | 《블랙 스완》                     | 에리카 세이어스           |      |
| 레슬리 맨빌          | 《어나더 이어》                   | 메리 스미스               |      |
| 미란다 리처드슨      | 《메이드 인 다겐함》              | 바버라 캐슬               |      |
| 2011 65회            |                                   |                           |      |
| 옥타비아 스펜서      | 《헬프》                          | 미니 잭슨 †               |      |
| 제시카 채스테인      | 《헬프》                          | 실리아 푸트 ‡             |      |
| 주디 덴치            | 《마릴린 먼로와 함께한 일주일》   | 시빌 손다이크             |      |
| 멀리사 매카시        | 《내 여자친구의 결혼식》          | 메건 프라이스 ‡           |      |
| 케리 멀리건          | 《드라이브》                      | 아이린                    |      |
| 2012 66회            |                                   |                           |      |
| 앤 해서웨이          | 《레 미제라블》                   | 팡틴 †                    |      |
| 에이미 애덤스        | 《마스터》                        | 페기 도드 ‡               |      |
| 주디 덴치            | 《스카이폴》                      | M                         |      |
| 샐리 필드            | 《링컨》                          | 메리 토드 링컨 ‡          |      |
| 헬렌 헌트            | 《세션: 이 남자가 사랑하는 법》   | 셰릴 코언그린 ‡           |      |
| 2013 67회            |                                   |                           |      |
| 제니퍼 로렌스        | 《아메리칸 허슬》                 | 로절린 로즌펠드 ‡         |      |
| 샐리 호킨스          | 《블루 재스민》                   | 진저 ‡                    |      |
| 루피타 뇽오          | 《노예 12년》                     | 패치 †                    |      |
| 줄리아 로버츠        | 《어거스트: 가족의 초상》         | 바버라 웨스턴포덤 ‡       |      |
| 오프라 윈프리        | 《버틀러: 대통령의 집사》         | 글로리아 게인스           |      |
| 2014 68회            |                                   |                           |      |
| 퍼트리샤 아켓        | 《보이후드》                      | 올리비아 에번스 †         |      |
| 키이라 나이틀리      | 《이미테이션 게임》               | 조앤 클라크 ‡             |      |
| 러네이 루소          | 《나이트크롤러》                  | 니나 로미나               |      |
| 이멜다 스탠턴        | 《런던 프라이드》                 | 헤피나 헤든               |      |
| 엠마 스톤            | 《버드맨》                        | 샘 톰슨 ‡                 |      |
| 2015 69회            |                                   |                           |      |
| 케이트 윈슬렛        | 《스티브 잡스》                   | 조애나 호프먼 ‡           |      |
| 제니퍼 제이슨 리     | 《헤이트풀 에이트》               | 데이지 도머그 ‡           |      |
| 루니 마라            | 《캐롤》                          | 테레즈 벨리벳 ‡           |      |
| 알리시아 비칸데르    | 《엑스 마키나》                   | 에이바                    |      |
| 줄리 월터스          | 《브루클린》                      | 매지 키호                 |      |
| 2016 70회            |                                   |                           |      |
| 비올라 데이비스      | 《펜스》                          | 로즈 맥슨 †               |      |
| 나오미 해리스        | 《문라이트》                      | 폴라 해리스 ‡             |      |
| 니콜 키드먼          | 《라이언》                        | 수 브리얼리 ‡             |      |
| 헤일리 스콰이어스    | 《나, 다니엘 블레이크             | 케이티 모건               |      |
| 미셸 윌리엄스        | 《맨체스터 바이 더 씨             | 랜디 챈들러 ‡             |      |
| 2017 71회            |                                   |                           |      |
| 앨리슨 재니          | 《아이, 토냐》                    | 러보나 골든 †             |      |
| 레슬리 맨빌          | 《팬텀 스레드》                   | 시릴 우드콕 ‡             |      |
| 로리 멧캐프          | 《레이디 버드》                   | 매리언 맥퍼슨 ‡           |      |
| 크리스틴 스콧 토머스 | 《다키스트 아워》                 | 클레먼타인 처칠           |      |
| 옥타비아 스펜서      | 《셰이프 오브 워터: 사랑의 모양》 | 젤다 풀러 ‡               |      |

## 최다 수상자
3회
- 주디 덴치

2회
- 케이트 윈슬렛

## 연령별 수상자
| 기록          | 배우              | 영화                     | 나이 (수상 연도) | 각주  |
| ------------- | ----------------- | ------------------------ | ---------------- | ----- |
| 최연장 수상자 | 주디 덴치         | 셰익스피어 인 러브       | 64               | [ 1 ] |
| 최연장 후보자 | 페기 애시크로프트 | 마담 소사츠카            | 81               | [ 1 ] |
| 최연소 수상자 | 조디 포스터       | 택시 드라이버, 벅시 말론 | 13               | [ 1 ] |
| 최연소 후보자 | 조디 포스터       | 택시 드라이버, 벅시 말론 | 13               | [ 1 ] |

## 같이 보기
- 아카데미 여우조연상